# Giancarlo Bergamini
Giancarlo Bergamini (Milánó, 1926. augusztus 2. – Lanzo d’Intelvi, 2020. február 4.) olimpiai és világbajnok olasz tőrvívó.